# St. Lawrence (Santa Lucía)
St. Lawrence es una localidad de Santa Lucía, que forma parte del distrito de Anse La Raye.